# Alexander von Masowien

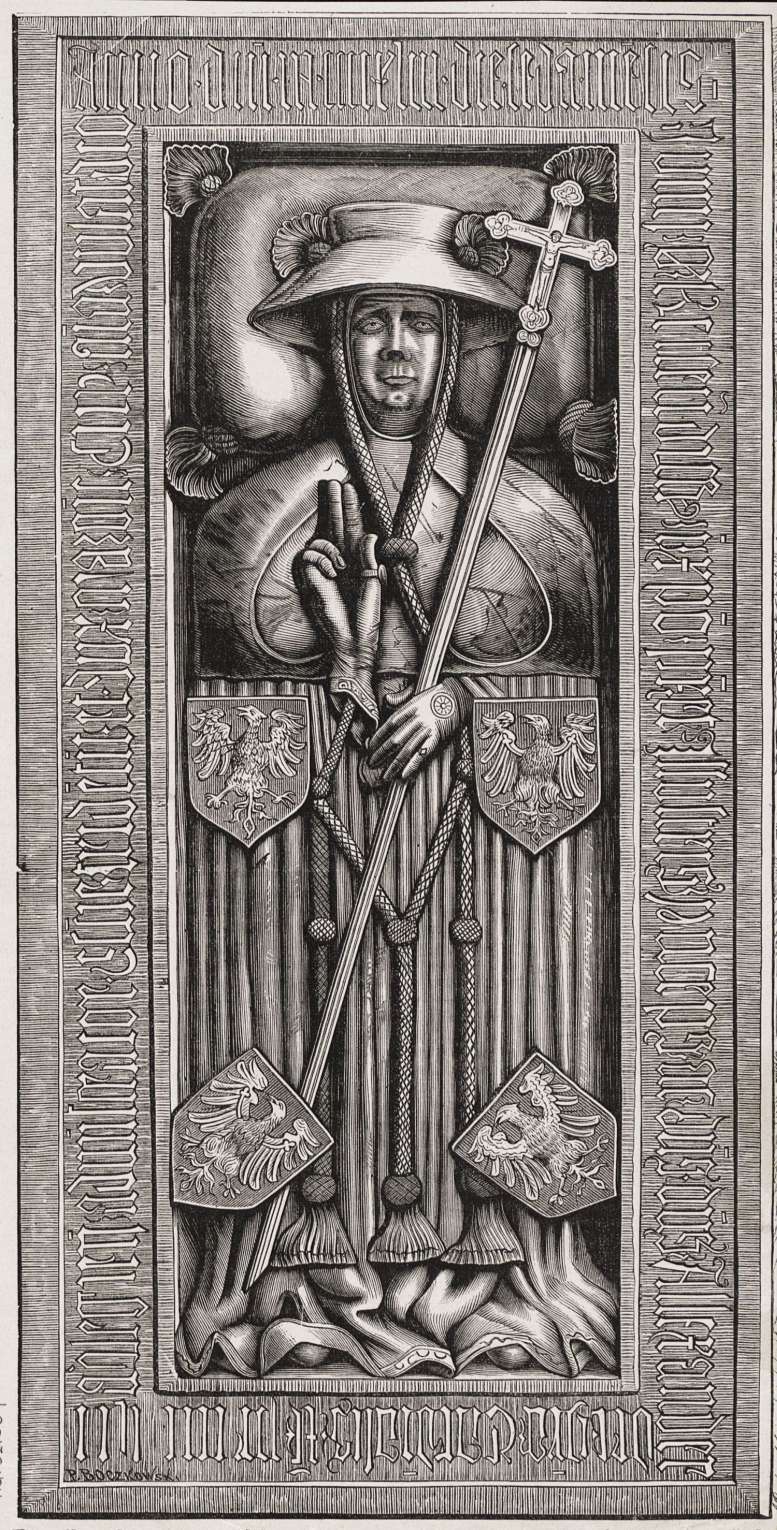
Holzschnitt von Kardinal Alexander von Masowiens Grabplatte (Stephansdom Wien)

Alexander von Masowien, auch Alexander Herzog von Massovien, polnisch Aleksander Mazowiecki (* 1400 in Płock, Polen; † 4. Juni 1444 in Wien) war ein Kardinal der Katholischen Kirche. Von 1423 bis zu seinem Tode war er Fürstbischof von Trient.

## Herkunft
Alexander war der vierte Sohn von Siemowit IV. († 30. April 1426), Herzog von Masowien, und von Alexandra von Litauen († 19. Juni 1434, 19. Kind von Olgierd), einer Schwester von König Władysław II. Jagiełło von Polen. Seine Schwester Cimburgis war mit (Erz-)Herzog Ernst I. von Österreich verheiratet.

## Leben
Alexander studierte an der Universität Krakau. 1423 wurde er von Papst Martin V. zum Bischof von Trient ernannt. Gegenpapst Felix V. ernannte ihn am 12. Oktober 1440 zum Kardinal (Pseudokardinal) mit der Titularkirche San Lorenzo in Damaso.
Von 1442 bis zu seinem Tod war Alexander Dompropst von St. Stephan in Wien. Noch wenige Tage vor seinem Tod wurde er am 2. Juni 1444 zum Patriarchen von Aquileja erhoben. Nach seinem Tod fand Alexander im Frauenchor des Stephansdoms in Wien seine letzte Ruhestätte.